# HOXA13
HOXA13 (англ. Homeobox A13) – білок, який кодується однойменним геном, розташованим у людей на короткому плечі 7-ї хромосоми. Довжина поліпептидного ланцюга білка становить 388 амінокислот, а молекулярна маса — 39 727.
| 10         |  | 20         |  | 30         |  | 40         |  | 50         |
| ---------- |  | ---------- |  | ---------- |  | ---------- |  | ---------- |
| MTASVLLHPR |  | WIEPTVMFLY |  | DNGGGLVADE |  | LNKNMEGAAA |  | AAAAAAAAAA |
| AGAGGGGFPH |  | PAAAAAGGNF |  | SVAAAAAAAA |  | AAAANQCRNL |  | MAHPAPLAPG |
| AASAYSSAPG |  | EAPPSAAAAA |  | AAAAAAAAAA |  | AAASSSGGPG |  | PAGPAGAEAA |
| KQCSPCSAAA |  | QSSSGPAALP |  | YGYFGSGYYP |  | CARMGPHPNA |  | IKSCAQPASA |
| AAAAAFADKY |  | MDTAGPAAEE |  | FSSRAKEFAF |  | YHQGYAAGPY |  | HHHQPMPGYL |
| DMPVVPGLGG |  | PGESRHEPLG |  | LPMESYQPWA |  | LPNGWNGQMY |  | CPKEQAQPPH |
| LWKSTLPDVV |  | SHPSDASSYR |  | RGRKKRVPYT |  | KVQLKELERE |  | YATNKFITKD |
| KRRRISATTN |  | LSERQVTIWF |  | QNRRVKEKKV |  | INKLKTTS   |  |            |

A: Аланін

C: Цистеїн

D: Аспарагінова кислота

E: Глутамінова кислота

F: Фенілаланін

G: Гліцин

H: Гістидин

I: Ізолейцин

K: Лізин

L: Лейцин

M: Метіонін

N: Аспарагін

P: Пролін

Q: Глутамін

R: Аргінін

S: Серин

T: Треонін

V: Валін

W: Триптофан

Кодований геном білок за функцією належить до білків розвитку. 
Задіяний у таких біологічних процесах, як транскрипція, регуляція транскрипції. 
Білок має сайт для зв'язування з ДНК. 
Локалізований у ядрі.